# Ana Gomes
Ana Maria Rosa Martins Gomes, nota come Ana Gomes, (São Sebastião da Pedreira, 9 febbraio 1954) è una diplomatica e politica portoghese.
Dal 12 luglio 2000 al 14 aprile 2003 ha ricoperto il ruolo di Ambasciatore portoghese in Indonesia, ottenendo un ampio riconoscimento per il suo ruolo nel negoziare l'indipendenza di Timor Est, un'ex colonia portoghese, e nel ripristino delle relazioni diplomatiche tra Portogallo e Indonesia. In seguito è entrata in politica ed è stata deputato del Parlamento europeo dal 2004 al 2019.
Senza il sostegno del Partito Socialista, è stata candidata alle elezioni presidenziali portoghesi del 2021, arrivando seconda con il 13% dei voti, il miglior risultato mai raggiunto da una donna in un'elezione presidenziale in Portogallo.